# 河野原円心駅
河野原円心駅（こうのはらえんしんえき）は、兵庫県赤穂郡上郡町河野原にある、智頭急行智頭線の駅である。

## 歴史
智頭線の当初の工事実施計画上の駅名は「河野原」であった。

### 年表
- 1994年（平成6年）12月3日[1]：智頭急行智頭線開業と同時に設置[2][3]。
- 2009年（平成21年）
  - 8月10日：台風9号の影響による大雨の被害により、一時的に列車の発着が無くなる。
  - 8月29日：智頭線普通列車運転再開。

### 駅名の由来
駅の所在地である河野原と、白旗城を居城とした南北朝時代の武将である赤松円心に由来している。

## 駅構造

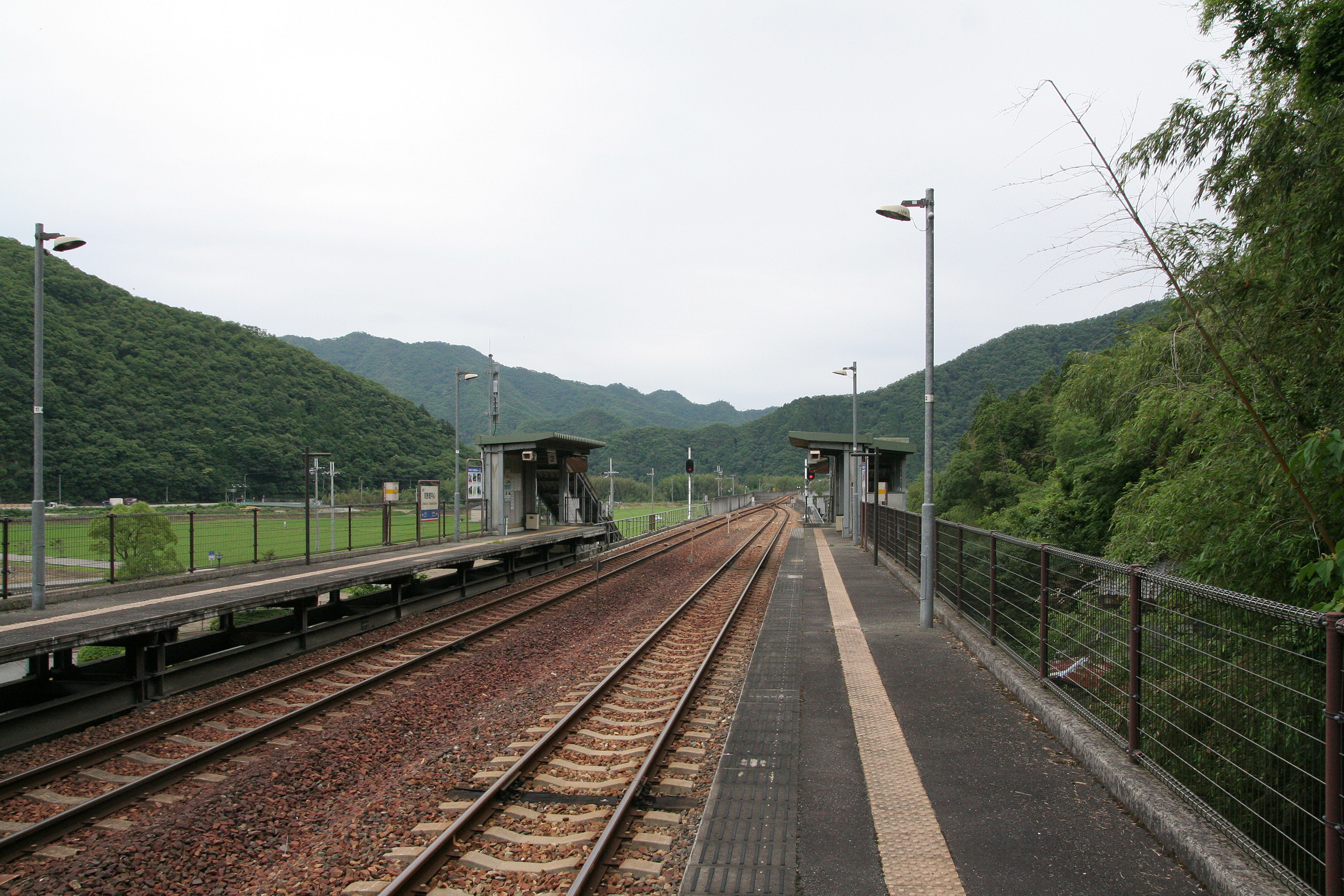
ホーム（2008年6月）

相対式ホーム2面2線を有し、列車交換設備を持つ高架駅。無人駅であり、地上に待合所・トイレを備えた駅舎はあるが、ホームへは駅舎を介さずに直接入ることが可能。自動券売機等の乗車券購入設備はない。

### のりば
| 番線 | 路線    | 方向 | 行先                       |
| ---- | ------- | ---- | -------------------------- |
| 1・2 | ■智頭線 | 下り | 智頭・鳥取・倉吉方面       |
| 1・2 | ■智頭線 | 上り | 上郡・大阪・京都・岡山方面 |

付記事項
- 1番のりばを上下副本線、2番のりば側を上下本線とした一線スルーとなっており、通常は上下線とも2番のりばに発着する。なお、1番のりばは列車交換および通過列車待ち合わせの場合のみ使われる（普通列車同士の交換の場合は、智頭方面行きが1番のりば、上郡行きが2番のりばに入る）。
- 特急列車同士の交換も行われている。

## 利用状況
| 1日乗降人員推移 | 1日乗降人員推移 |
| 年度            | 1日平均人数     |
| --------------- | --------------- |
| 2018年          | 5               |

## 駅周辺
宝林寺、円心館、白旗山の最寄り駅である。
- 国道373号線
- 千種川[1]

## その他
- 「落ちない城・白旗城」PRプロジェクトと連携した合格祈願「落ちない城・白旗城」記念きっぷを、上郡駅で発売したことがあった[8]。

## 隣の駅
智頭急行
■智頭線
苔縄駅 - 河野原円心駅 - 久崎駅